# Episodi di New York Undercover (seconda stagione)
La seconda stagione della serie televisiva New York Undercover è stata trasmessa in anteprima negli Stati Uniti d'America dalla Fox tra il 31 agosto 1995 e il 9 maggio 1996.
| nº | Titolo originale          | Titolo italiano | Prima TV USA      | Prima TV Italia |
| -- | ------------------------- | --------------- | ----------------- | --------------- |
| 1  | High on the Hog           |                 | 31 agosto 1995    |                 |
| 2  | Tag, You're Dead          |                 | 7 settembre 1995  |                 |
| 3  | Man's Best Friend         |                 | 14 settembre 1995 |                 |
| 4  | Brotherhood               |                 | 21 settembre 1995 |                 |
| 5  | Digital Underground       |                 | 28 settembre 1995 |                 |
| 6  | Buster and Claudia        |                 | 5 ottobre 1995    |                 |
| 7  | Student Affairs           |                 | 12 ottobre 1995   |                 |
| 8  | The Highest Bidder        |                 | 19 ottobre 1995   |                 |
| 9  | Young, Beautiful and Dead |                 | 2 novembre 1995   |                 |
| 10 | Color Lines               |                 | 9 novembre 1995   |                 |
| 11 | The Finals                |                 | 16 novembre 1995  |                 |
| 12 | Internal Affairs          |                 | 30 novembre 1995  |                 |
| 13 | Bad Girls                 |                 | 14 dicembre 1995  |                 |
| 14 | A Time to Kill            |                 | 4 gennaio 1996    |                 |
| 15 | Bad Blood                 |                 | 18 gennaio 1996   |                 |
| 16 | Fire Show                 |                 | 1º febbraio 1996  |                 |
| 17 | Toy Soldiers              |                 | 8 febbraio 1996   |                 |
| 18 | Sympathy for the Devil    |                 | 15 febbraio 1996  |                 |
| 19 | Checkmate                 |                 | 22 febbraio 1996  |                 |
| 20 | Unis                      |                 | 7 marzo 1996      |                 |
| 21 | The Reckoning             |                 | 14 marzo 1996     |                 |
| 22 | The Enforcers             |                 | 4 aprile 1996     |                 |
| 23 | Andre's Choice            |                 | 11 aprile 1996    |                 |
| 24 | No Greater Love           |                 | 25 aprile 1996    |                 |
| 25 | Deep Cover                |                 | 2 maggio 1996     |                 |
| 26 | If This World Were Mine   |                 | 9 maggio 1996     |                 |